# Villebon-sur-Yvette
Villebon-sur-Yvette is een gemeente in het Franse departement Essonne (regio Île-de-France) en telt 9373 inwoners (1999). De plaats maakt deel uit van het arrondissement Palaiseau.

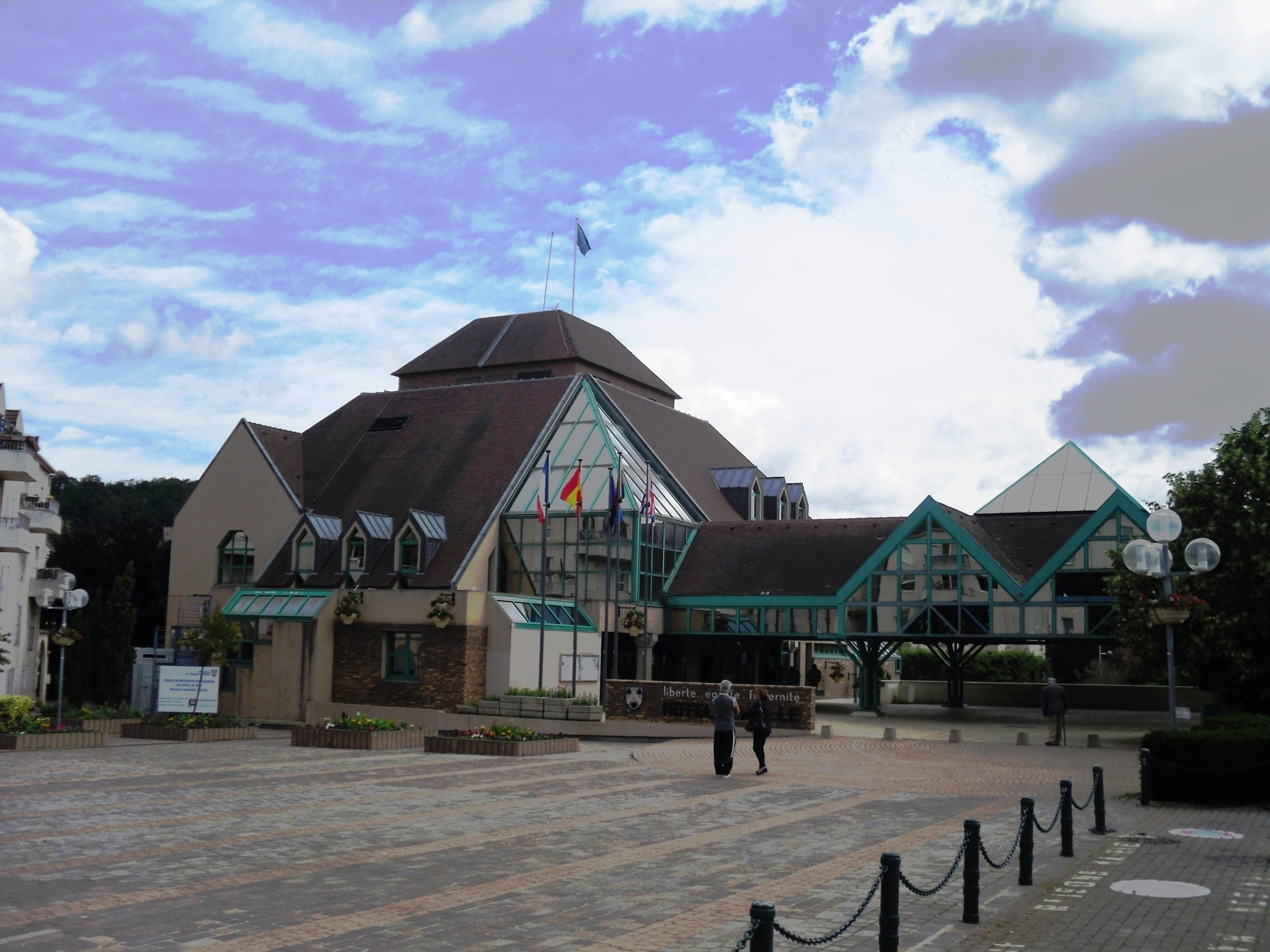
gemeentehuis van Villebon-sur-Yvette

## Geografie
De oppervlakte van Villebon-sur-Yvette bedraagt 7,4 km², de bevolkingsdichtheid is 1266,6 inwoners per km².
De onderstaande kaart toont de ligging van Villebon-sur-Yvette met de belangrijkste infrastructuur en aangrenzende gemeenten.

## Demografie
Onderstaande figuur toont het verloop van het inwonertal (bron: INSEE-tellingen).

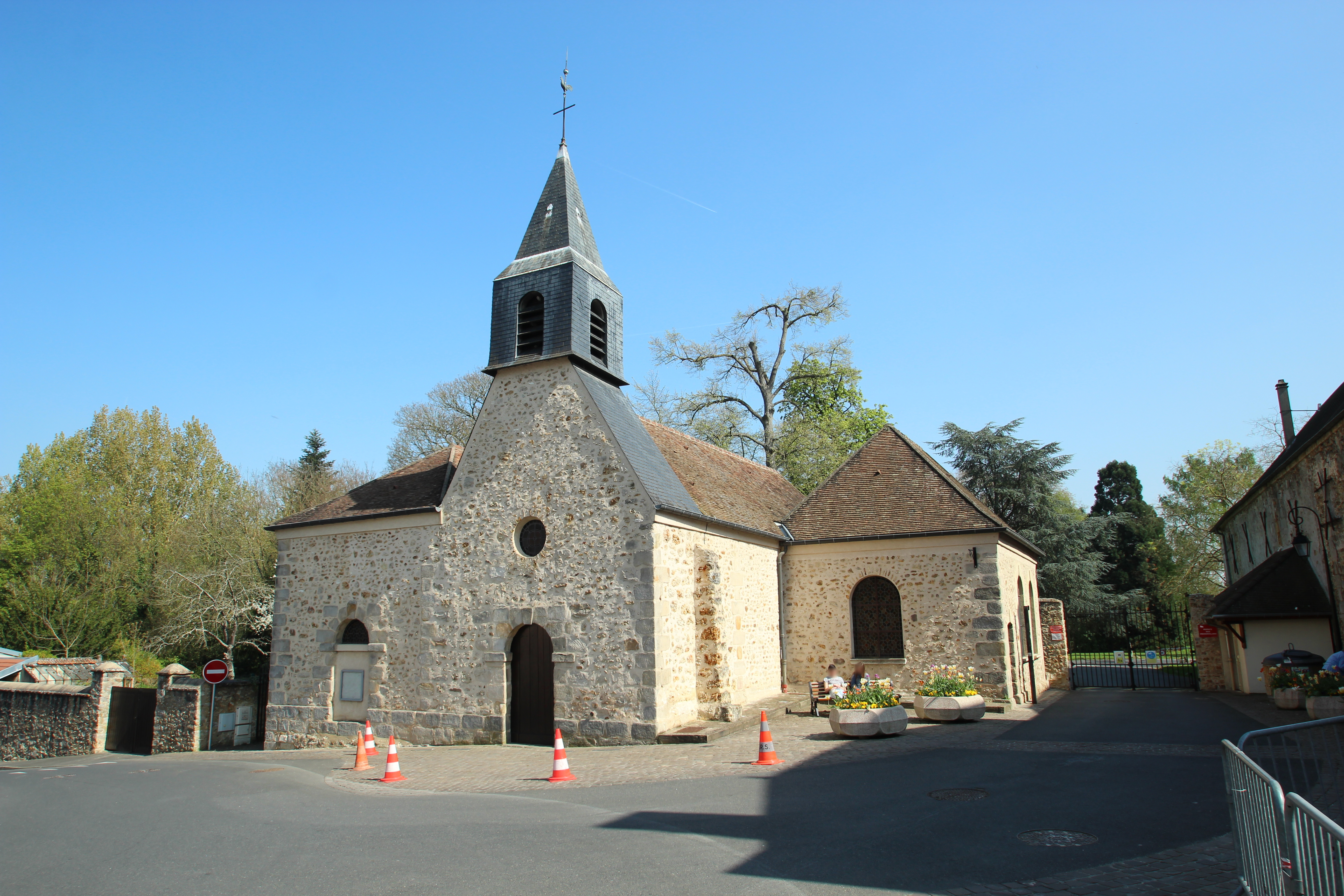
Kerk
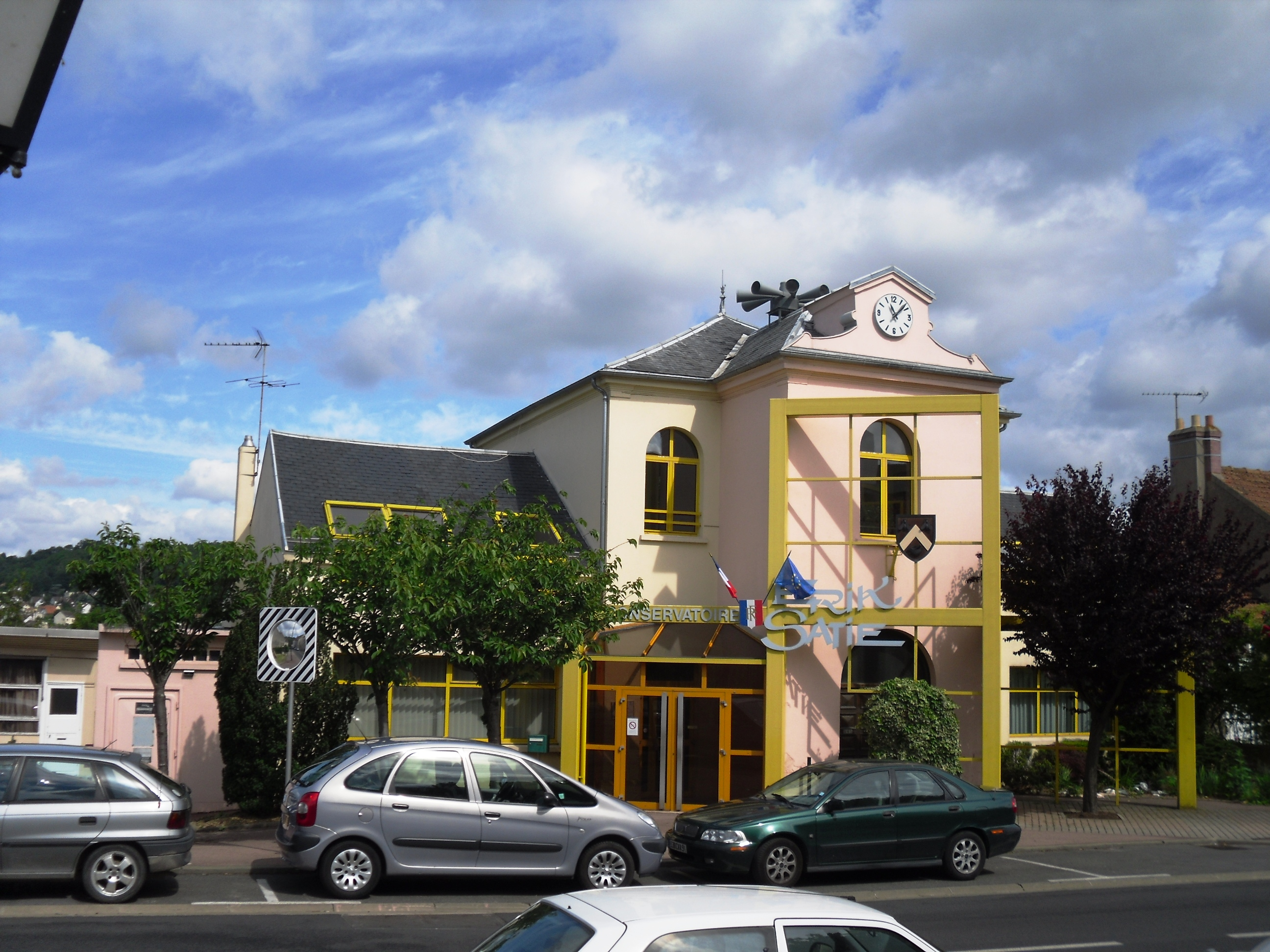
Muziekschool Erik Satie
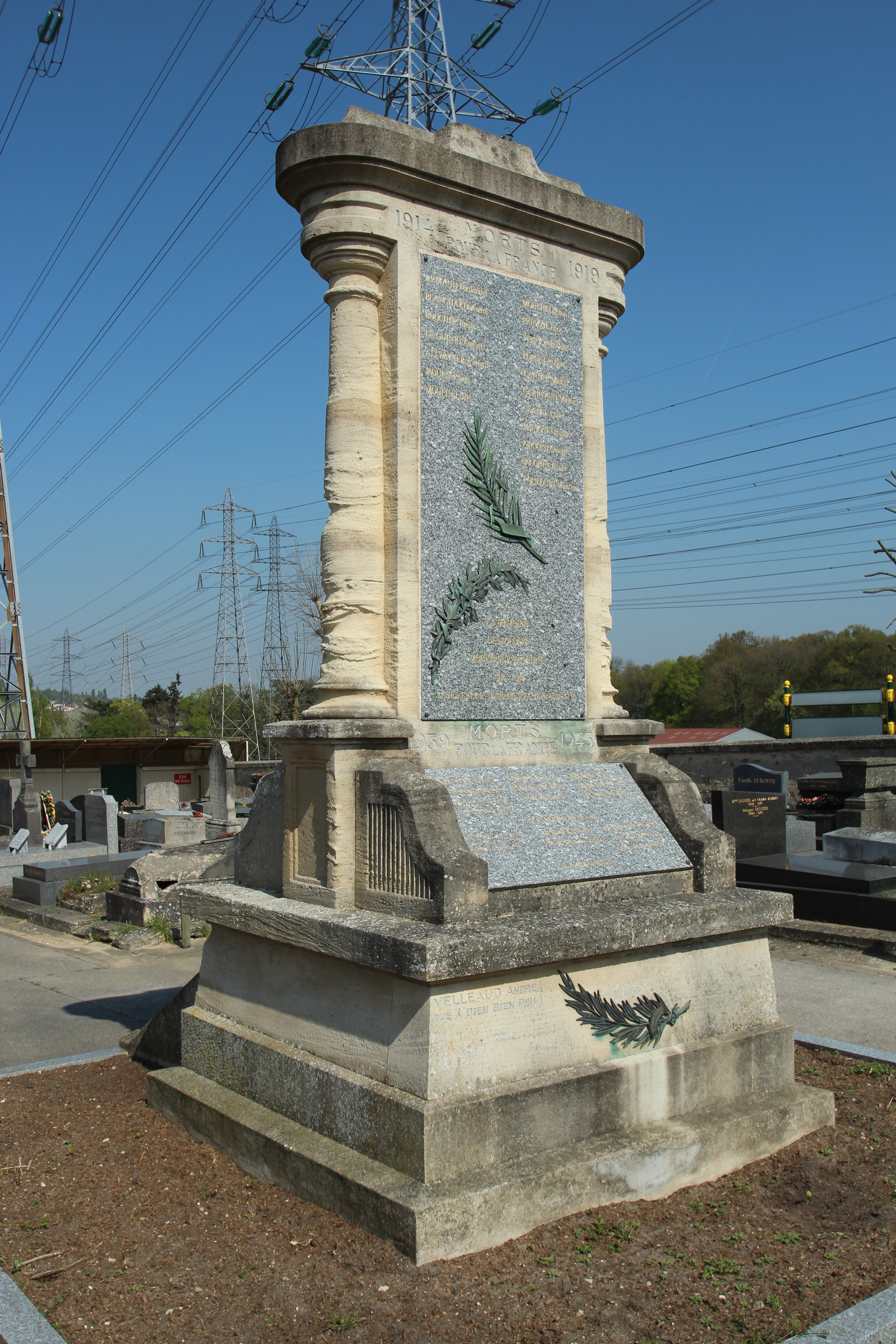
Oorlogsmonument op plaatselijke begraafplaats
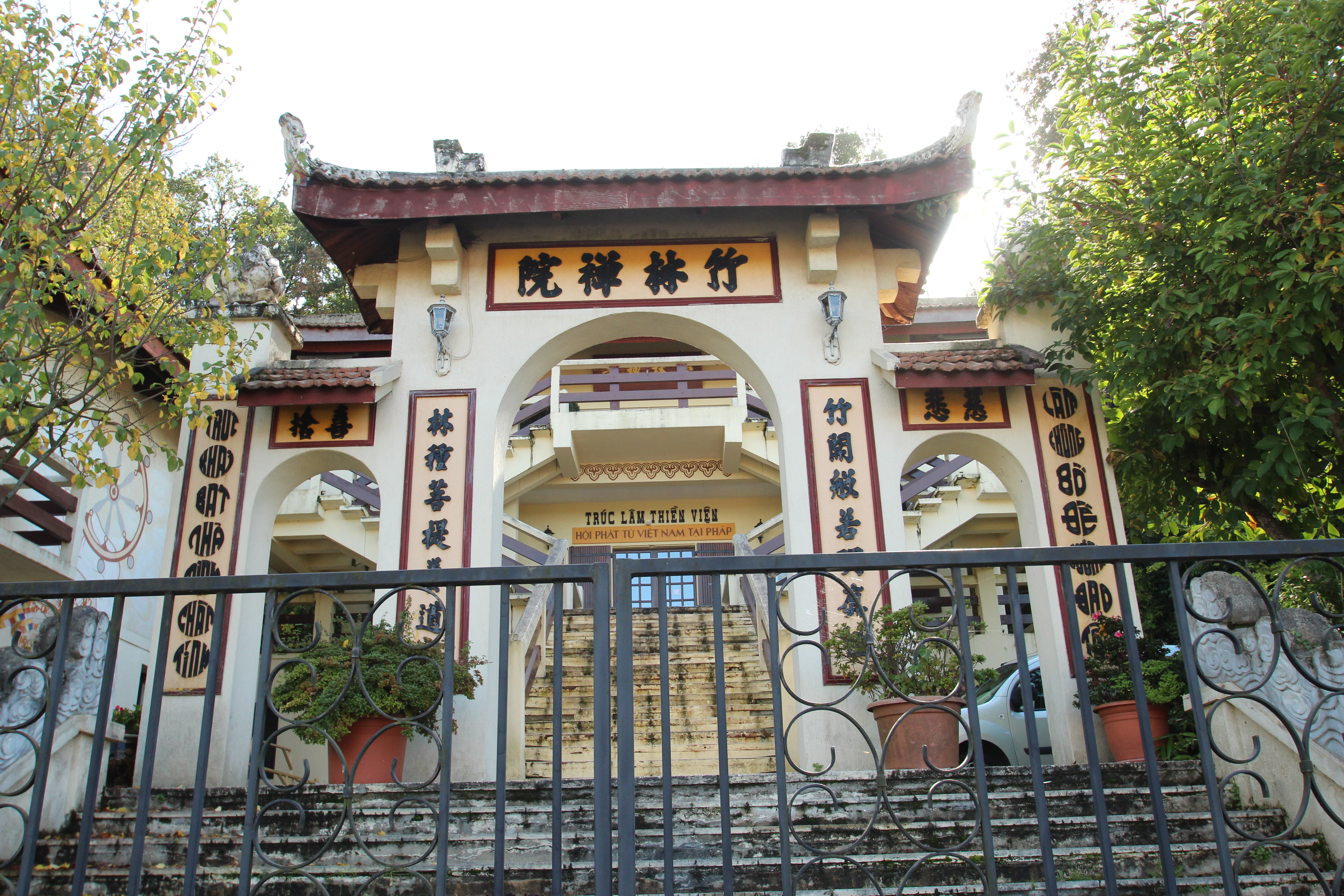
Vietnamees boeddhistisch instituut

## Geboren
- Mackenzie Lansing, actrice